# جوديث غاي ويست
جوديث غاي ويست (بالإنجليزية: Judith Gay West)‏ هي عالمة نبات أسترالية، ولدت في 1949.